# Honoré Joseph Antoine Ganteaume
Honoré Joseph Antoine Ganteaume (La Ciotat, 13 de abril de 1755-Aubagne, 28 de julio de 1818) fue un oficial de la Marina francesa y vicealmirante.
Participó en la guerra de Independencia de los Estados Unidos en las flotas comandadas por los almirantes d'Estaing y Suffren. En la Revolución francesa, recibió un ascenso y dirigió el Mont-Blanc, que participó en el Glorioso Primero de Junio y en la Croisière du Grand Hiver.
Asimismo, intervino en la expedición a Egipto, en la que evitó por poco la muerte en la batalla del Nilo. Allí entabló una relación personal con el general Bonaparte, que apoyó su ascenso. Fue hecho contraalmirante y se le concedió el comando de una escuadra que tenía como objetivo abastecer al ejército de Egipto. Sin embargo, durante una serie de expediciones en 1801 se enzarzó en meses de complicadas maniobras para eludir a la Marina Real británica y al final fracasó.
Abasteció a las fuerzas francesas de la expedición de Santo Domingo. Asimismo, durante la campaña de Trafalgar iba a dirigir una escuadra hasta el Caribe para reforzar a Villeneuve y Missiessy, pero las escuadras británicas lo bloquearon. 
En los estertores del Primer Imperio francés, ocupó diversos cargos y, más tarde, durante la Restauración borbónica le brindó su lealtad a Luis XVIII.